# Turritis
Genre
Classification phylogénétique
Turritis est un genre de plantes herbacées de la famille des Brassicaceae.

## Liste d'espèces
Selon theplantlist.org consulté le 21 mars 2016 :
- Turritis brassica Leers[1]
- Turritis chilensis Phil. ex Reiche[2]
- Turritis glabra L. - synonyme : Arabis glabra (L.) Bernh., non valide pour ITIS[3].
- Turritis laxa (Sm.) Hayek[4]